# Hotel Vancouver

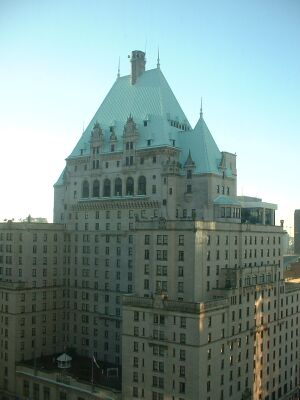
O actual Hotel Vancouver

O Hotel Fairmont Vancouver, mais conhecido por Hotel Vancouver, é um hotel localizado na esquina das ruas Georgia e Burrard, no coração da baixa de Vancouver, Colúmbia Britânica, Canadá.
Construído pela Hotéis Nacionais do Canadá (Canadian National Hotels), tem 111 metros (17 andares) de altura. É várias vezes apelidado de "o Hotel Van". Tornou-se parte da Hotéis Pacíficos do Canadá (Canadian Pacific Hotels) em 1988.
Este edifício foi o terceiro hotel a ser chamado Hotel Vancouver. O segundo Hotel Vancouver foi construído em 1916, tornou-se o quartel militar das tropas durante a Segunda Guerra Mundial e foi finalmente demolido em 1949 para cumprir um acordo feito pela cidade para com os construtores do terceiro Hotel Vancouver - visto como um potencial rival.

## Curiosidades
- Foi aqui, mais precisamente no Panorama Roof Ballroom, que Dal Richards, conhecido como o Rei do Swing começou a carreira que se espalhou durante décadas.
- O Hotel serve como o exterior do Hotel Tipton na série "Hotel Doce Hotel: As Aventuras de Zack e Cody" (Chamada "Zack & Cody: Gêmeos em Ação" no Brasil)
- O Hotel tem também um papel proeminente no jogo de PS2 "Tony Hawk's Underground"

## Galeria

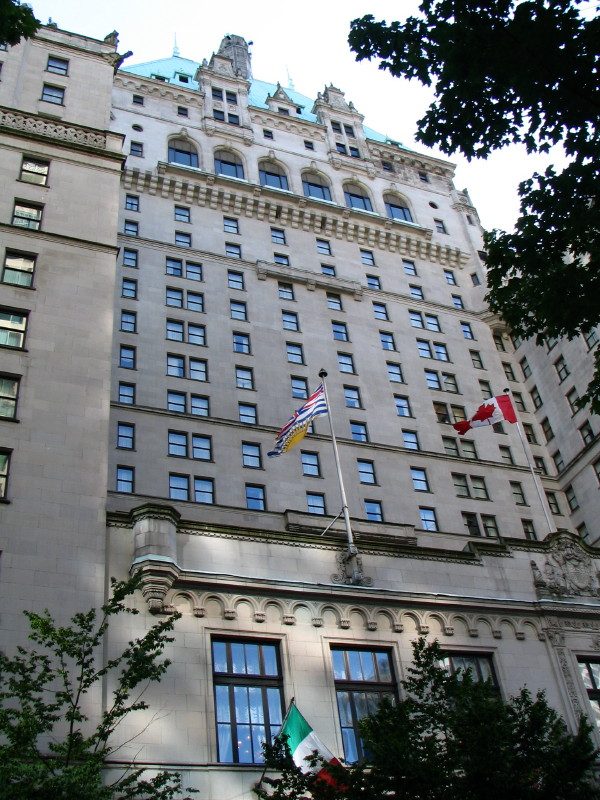
Fachada do Hotel Vancouver
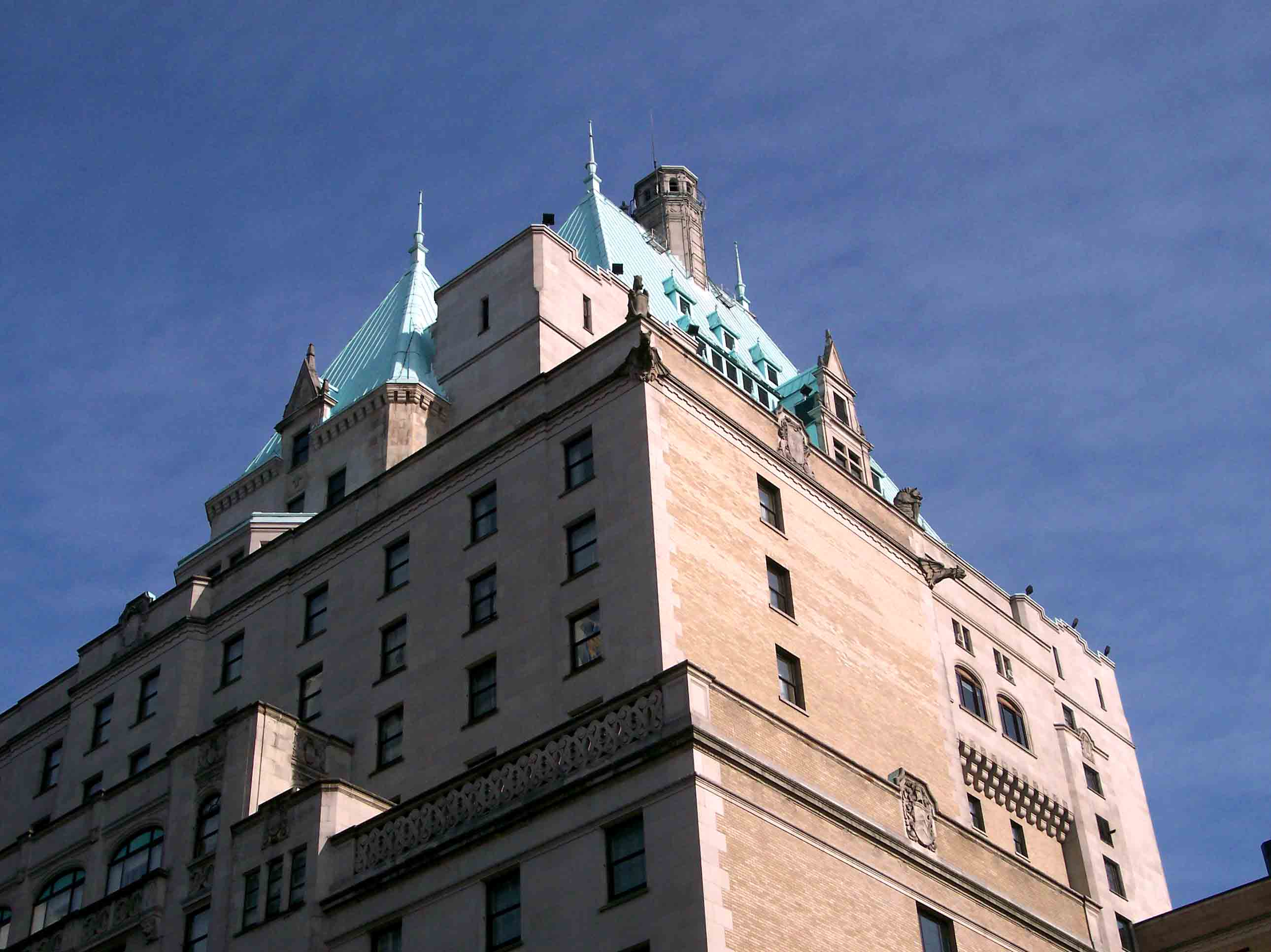
Detalhe do Hotel Vancouver
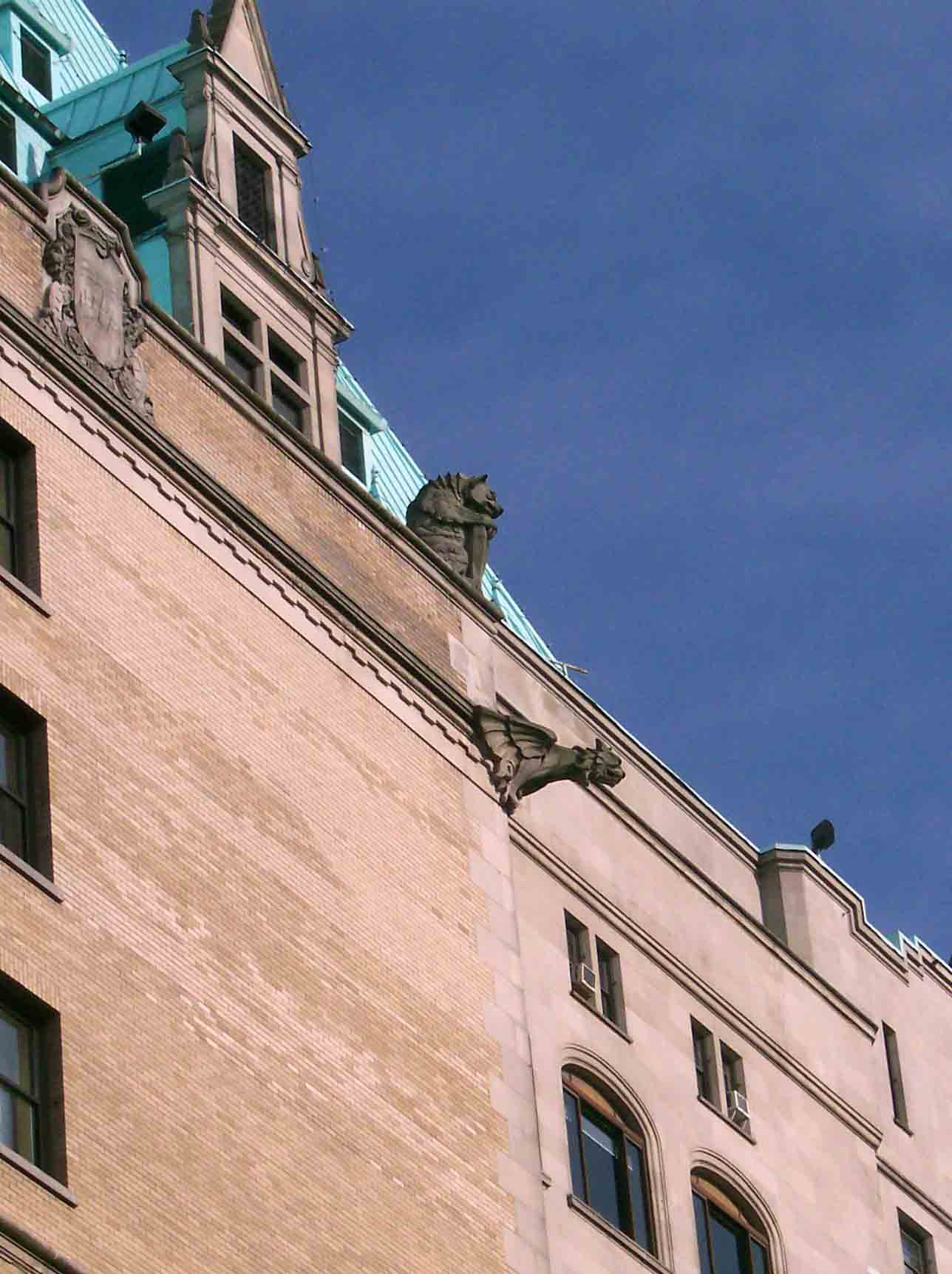
Gárgulas
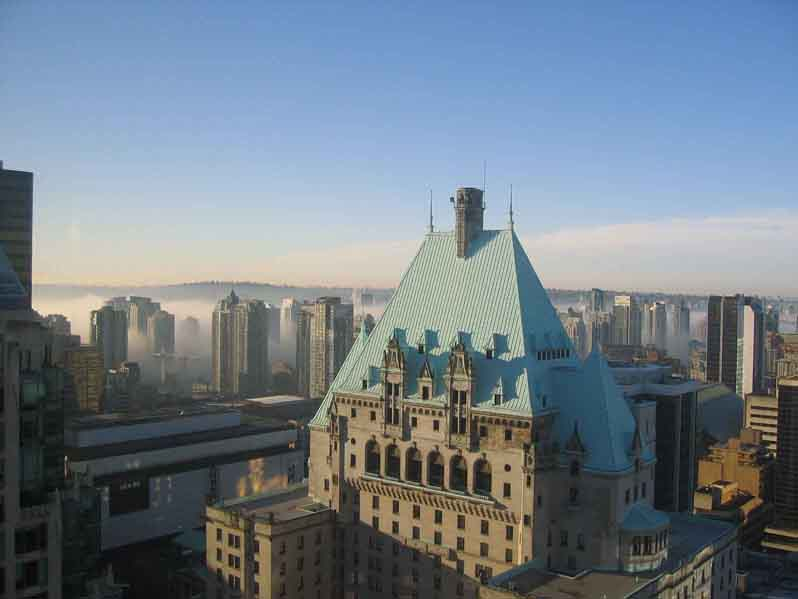
Hotel Vancouver e a cidade de Vancouver
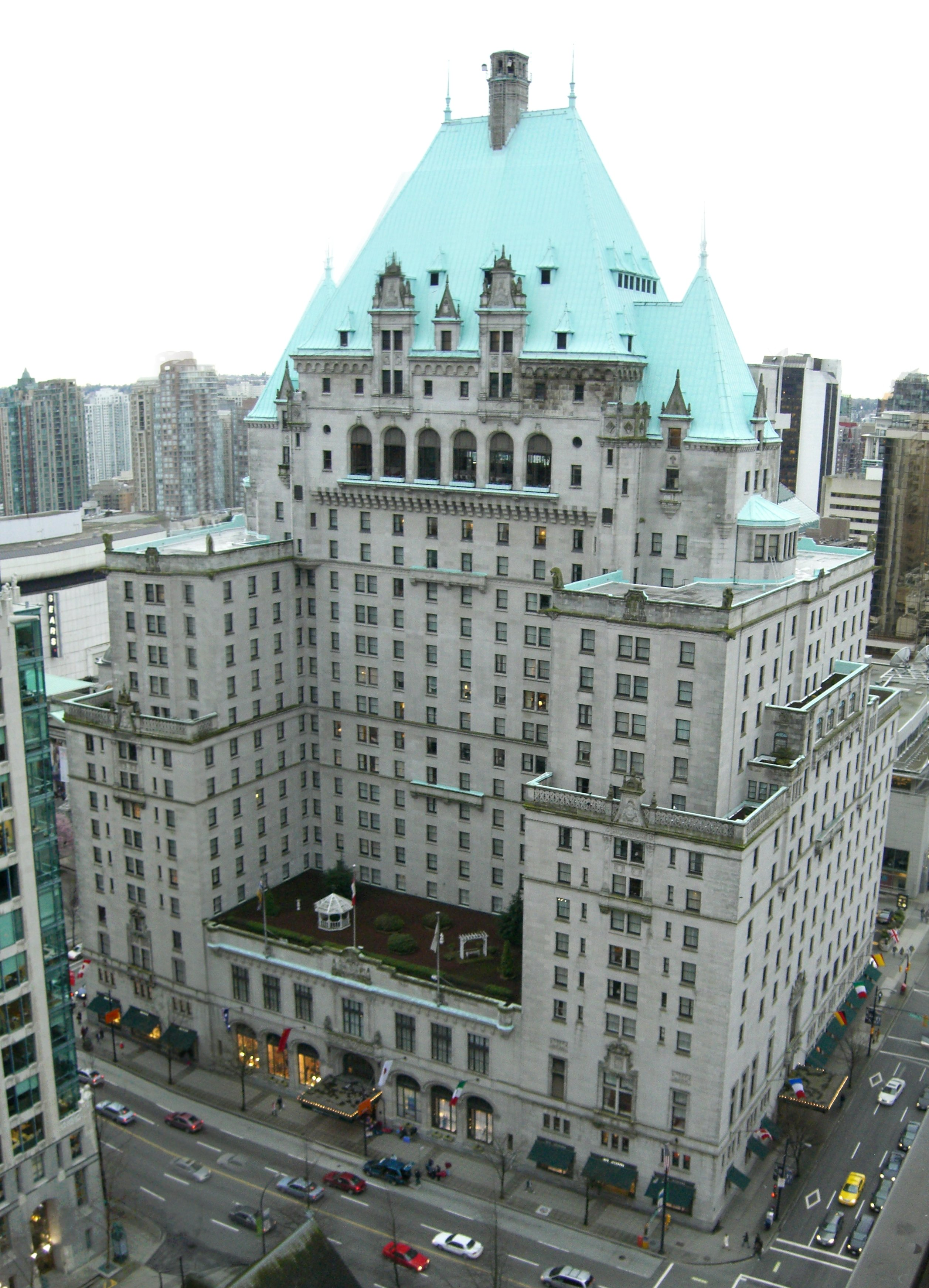
Hotel Vancouver visto do 27º andar do Hyatt Regency Vancouver